# Scarlett Byrne
Scarlett Hannah Hefner (de soltera en Byrne; Hammersmith, Londres,Inglaterra, 6 de octubre de 1990) es una actriz y modelo británica. Es conocida por sus papeles como la estudiante de Slytherin Pansy Parkinson en la serie de Harry Potter, y como Nora Hildegard en The Vampire Diaries (Diarios de Vampiro).

## Carrera
Byrne comenzó su carrera de actuación en 2005 en el cortometraje CryBaby,, antes de retratar a Chloe Daniels en un episodio del drama televisivo británico Doctors.
En 2009, Byrne consiguió el papel de Pansy Parkinson en la sexta película de la serie de Harry Potter, Harry Potter y el misterio del príncipe, antes de renunciar a su papel en las dos últimas películas de la serie. Después del final de la serie Harry Potter, interpretó a Brittany en Lake Placid: The Final Chapter, (El lago Plácido: El Capítulo Final), así como aparecer en varios videos cortos escritos por la actriz de Harry Potter Jessie Cave para su sitio web Pindippy.
Durante 2013, Byrne jugó el papel de Sarah en el cortometraje Lash. Byrne se convirtió en miembro elenco regular para la cuarta temporada del show de ciencia ficción Falling Skies. Se mudó a Vancouver para filmar Fall Skies. Mientras sale de la serie al final de la temporada 4, Byrne retomó el papel en el penúltimo episodio de la serie, "Reunión".
En 2015, se unió a The Vampire Diaries (Diarios de Vampiro) como una híbrida bruja-vampiro, hereje, Nora Hildegard. Byrne fue un personaje recurrente e importante en la séptima temporada de la serie y apareció en doce episodios de la temporada. El personaje fue entonces asesinado en el decimosexto episodio junto con su prometido Mary-Louise. También tuvo un rol de aspecto invitado en un episodio de la serie de comedia MTV, Mary + Jane.
En 2017, Byrne interpretó el papel de Lisa en la película de acción y suspenso Skybound (Hacia el cielo), junto a Gavin Stenhouse. En febrero de 2017, Byrne posó desnuda para la revista Playboy.
En octubre del 2018, se unió a Evanna Lynch y su compañero Keo Motsepe en el baile de tríos en la semana 4 de Dancing with the Stars.
En 2019, Byrne interpretó a Bronwyn, una bruja del aquelarre de Morgan le Fey en Runaways de Marvel.

## Vida personal
En agosto de 2015, Byrne se comprometió con Cooper Hefner. El 4 de noviembre de 2019, Byrne y Hefner anunciaron que se habían casado. El 24 de agosto de 2020, Byrne dio a luz a su primera hija. El 26 de marzo de 2022, dio a luz a hijas gemelas.

## Filmografía

### Cine
| Año  | Título                                             | Papel           | Notas            |
| ---- | -------------------------------------------------- | --------------- | ---------------- |
| 2009 | Harry Potter y el misterio del príncipe            | Pansy Parkinson | Papel secundario |
| 2010 | Harry Potter y las reliquias de la Muerte: parte 1 | Pansy Parkinson | Cameo            |
| 2011 | Harry Potter y las reliquias de la Muerte: parte 2 | Pansy Parkinson | Papel secundario |
| 2017 | Skybound                                           | Lisa            | Papel principal  |

### Televisión
| Año       | Título                         | Papel                     | Notas                                                 |
| --------- | ------------------------------ | ------------------------- | ----------------------------------------------------- |
| 2008      | Doctors                        | Chloe Daniels             | Episodio: "Kiss My Asp"                               |
| 2012      | Lake Placid: The Final Chapter | Brittany                  | Película para televisión                              |
| 2014–2015 | Falling Skies                  | Alexis "Lexi" Glass-Mason | Papel principal (temporada 4); invitada (temporada 5) |
| 2015      | Sorority Murder                | Jennifer Taylor           | Película para televisión                              |
| 2015–2016 | The Vampire Diaries            | Nora Hildegard            | Papel recurrente (temporada 7); 12 episodios          |
| 2016      | Mary + Jane                    | Lacey                     | Episodio: "Jenéeuary"                                 |
| 2019      | Runaways                       | Bronwyn                   | Papel recurrente (temporada 3); 5 episodios           |

### Otros trabajos
| Año  | Título                 | Papel                                   | Notas                                                                                      |
| ---- | ---------------------- | --------------------------------------- | ------------------------------------------------------------------------------------------ |
| 2005 | CryBaby                | N/A                                     | Cortometraje                                                                               |
| 2011 | Pindippy               | Varios personajes                       | SerieWeb por Jessie Cave                                                                   |
| 2014 | Lashes                 | Sarah                                   | Cortometraje                                                                               |
| 2018 | Dancing with the Stars | Ella misma / Audiencia                  | Temporada 27 Episodio: Premier Week: Part 1                                                |
| 2018 | Dancing with the Stars | Ella misma / Trio Partner: Evanna & Keo | Temporada 27 Episodio: Week 4: Trio Night                                                  |
| 2019 | Stick and Poke         | Maggie                                  | Cortometraje                                                                               |
| 2019 | Stick and Poke         | Ella misma                              | Special thanks: The Blank Theater's Young Playwrights Festival Actor's Workshop Consultant |